# Consonant
Les consonants són els sons de la parla generats pel pas de l'aire per les cavitats superiors de l'aparell fonador (la faringe, la cavitat bucal i la cavitat nasal). Si la consonant és sonora, la vibració de les cordes vocals produeix un element sonor que se n'afegeix al primer. Si la consonant és sorda, no hi ha vibració de les cordes vocals: aleshores el so resulta generat exclusivament pel pas de l'aire per les esmentades cavitats superiors de l'aparell fonador.

## Classificació de les consonants
Els factors de classificació de les consonants són bàsicament quatre: la sonoritat, el punt d'articulació, el mode d'articulació i la nasalització.

### Sonoritat
- Consonants sonores (hi ha vibració de les cordes vocals)
- Consonants sordes (no hi ha vibració de les cordes vocals).

### Punt d'articulació
El so d'una consonant és generat, parcialment o total, pel pas de l'aire per les cavitats superiors de l'aparell fonador. Per generar la consonant es produeix un obstacle al pas de l'aire, que origina el so consonàntic. Aquest obstacle es pot produir en un lloc variable, que s'anomena punt d'articulació.
Els punts d'articulació són els següents:
- bilabial
- labiodental
- interdental
- dental
- alveolar
- palatal
- mediopalatal
- velar
- faringi

### Mode d'articulació
El mode d'articulació es refereix a la manera com s'obstrueix el pas de l'aire, si es deixa sortir de cop explosivament després d'un silenci (oclusiu), si es deixa sortir en un flux continu (fricatiu), si es produeix una explosió seguida d'un flux continu (africat), si es produeix una sèrie de petites explosions (ròtic), si un flux continu surt pels costats de la llengua (lateral):
- oclusiu
- fricatiu
- africat
- aproximant
- lateral
- ròtic

### Nasalització
Les consonants poden ser nasalitzades si es deixa escapar l'aire pels forats del nas.

## Altres característiques rellevants
Algunes llengües tenen consonants que no comencen a articular-se amb l'aire dels pulmons, com passa per exemple en els clics, les implosives i altres sons reconeguts per l'AFI. En determinats idiomes, és fonèticament rellevant distingir entre consonants llargues i breus.

## Distribució
Cada llengua té un inventari diferent de consonants. Ian Maddieson ha dividit els idiomes segons la quantitat de sons consonàntics que es consideren fonemes: els idiomes amb poques consonants (de 6 a 14), aquells que tenen menys consonants que la mitjana (de 15 a 18), els més comuns (una mica més de 20), els idiomes amb força consonants (de 26 a 33) i els que tenen una quantitat màxima (més de 34). Les llengües amb un inventari proper als vint estan presents en tots els continents, mentre que els extrems són propis de determinades àrees geogràfiques: els idiomes de l'oceà Pacífic i la selva amazònica tenen menys consonants que la resta, mentre que les llengües africanes són les que més consonants tenen. Les consonants més freqüents són les oclusives sordes i les nasals /m/ i /n/.